# Harpacticus trisetosus
Harpacticus trisetosus är en kräftdjursart som beskrevs av Lang 1948. Harpacticus trisetosus ingår i släktet Harpacticus och familjen Harpacticidae. Inga underarter finns listade i Catalogue of Life.